# Óscar Ferro
Óscar Julio Ferro Gándara (Montevideo, 2 marzo 1967) è un ex calciatore uruguaiano, di ruolo portiere. Ha vinto la Copa América 1995 con la nazionale di calcio uruguaiana.

## Carriera

### Club
Debutta nel calcio professionistico nel 1984 con la maglia del Peñarol di Montevideo, dove in dieci anni vince quattro titoli nazionali. Nel 1995 passa al Ferro Carril Oeste, squadra militante nella Primera División Argentina.
Ha anche giocato in Perù, con la maglia dello Sporting Cristal, in Spagna, con il SD Compostela e in Paraguay con il Guaraní; im Argentina ha anche militato con l'Atlético Tucumán. Nel 2002 torna al Peñarol dove vince il titolo del 2003.

### Nazionale
Ha giocato 9 partite con la nazionale di calcio dell'Uruguay; durante la Copa América 1995 era il terzo portiere e non ha giocato neanche un minuto.

## Palmarès

### Club

#### Competizioni nazionali
- Campionato uruguaiano: 5

Penarol: 1985, 1986, 1993, 1994, 2003

### Nazionale
- Coppa America: 1

Uruguay 1995